# Prothaumatelson nasutum
Prothaumatelson nasutum is een vlokreeftensoort uit de familie van de Stenothoidae. De wetenschappelijke naam van de soort is voor het eerst geldig gepubliceerd in 1912 door Chevreux.